# Point of Entry
| 전문가 평가                   | 전문가 평가 |
| 평가 점수                     | 평가 점수   |
| 출처                          | 점수        |
| ----------------------------- | ----------- |
| AllMusic                      | [ 1 ]       |
| Encyclopedia of Popular Music | [ 2 ]       |

《Point of Entry》는 1981년 2월 26일, 컬럼비아 레코드가 발매한 영국의 헤비 메탈 밴드 주다스 프리스트의 일곱 번째 스튜디오 음반이다. 이전 음반 《British Steel》(1980년)의 상업적 성공에 이어, 밴드는 《Point of Entry》에서 보다 라디오 친화적인 방향을 추구했다. British Steel Tour의 결론에 따라, 이 밴드는 다음 프로젝트에 대한 작업을 시작했다. 이 무렵 그들은 스페인의 최첨단 이비사 스튜디오로 모든 장비를 날릴 충분한 자금을 확보했다. 이로써 《Point of Entry》는 이전의 주다스 프리스트 음반보다 더 크고, 강하고, 더 "라이브"한 사운드를 갖게 되었다.

## 홍보
이 음반에서 발매된 세 곡의 싱글은 〈Heading Out to the Highway〉, 〈Don't Go〉, 그리고 〈Hot Rockin'〉이 모두 뮤직비디오를 동반하고 있었다. 〈Heading Out to the Highway〉는 발매 이후 라이브 쇼에서 주류를 이루고 있는 곡으로, 1980년대 내내 〈Desert Plains〉가 정기적으로 연주되었고, 〈Hot Rockin'〉이 여전히 공연되고 있다. 2005년 "재결합" 투어에서는 드물게 〈Solar Angels〉를 연주하기도 했고, 1981년 World Wide Blitz Tour에서는 모든 쇼의 오프닝 곡이었다. 그 투어의 일부에서는 〈Troubleshooter〉도 공연되었다.

## 커버 아트
"유럽, 멕시코 그리고 대부분의 남미는 수평선 사진 위에 흥미롭고 다채로운 초현대적인 금속 날개를 가지고 있습니다... 지금까지 이 밴드의 모든 CBS 음반을 만든 로슬라프 셰이보가 디자인했습니다." 북미 커버는 다른 나라들과 다른데, 이것은 리마스터와 함께 반복되고 있다. 도로 한복판에 선을 시뮬레이션하는 컴퓨터 프린터 용지와 뒷면에 흰색 마분지 박스가 있는 이 미국 삽화는 컬럼비아 레코드의 존 버그가 디자인했다. "그 소매는 형편없었고, 기타리스트(글렌 팁톤)를 따돌렸습니다. '적절한 소매가 없을 정도로 쇼핑하지 않았기 때문에 경영진에게 책임을 물어야 합니다. 미국 커버는 달랐지만, 그것은 훨씬 더 나쁜 것으로 밝혀졌습니다!'" 이 미국 삽화는 또한 《Turbo》까지 사용될 3D 주다스 프리스트 로고가 도입되는 것을 보았다.

## 곡 목록
모든 곡들은 특별한 언급이 없는 한 글렌 팁톤, 롭 핼퍼드 그리고 K. K. 다우닝에 의해 작사/작곡하였다.
| #  | 제목                           | 재생 시간 |
| -- | ------------------------------ | --------- |
| 1. | 〈Heading Out to the Highway〉 | 3:47      |
| 2. | 〈Don't Go〉                   | 3:18      |
| 3. | 〈Hot Rockin'〉                | 3:17      |
| 4. | 〈Turning Circles〉            | 3:42      |
| 5. | 〈Desert Plains〉              | 4:36      |

| #   | 제목               | 재생 시간 |
| --- | ------------------ | --------- |
| 6.  | 〈Solar Angels〉   | 4:04      |
| 7.  | 〈You Say Yes〉    | 3:29      |
| 8.  | 〈All the Way〉    | 3:42      |
| 9.  | 〈Troubleshooter〉 | 3:59      |
| 10. | 〈On the Run〉     | 3:47      |

| #   | 제목                     | 작사·작곡    | 재생 시간 |
| --- | ------------------------ | ------------ | --------- |
| 11. | 〈Thunder Road〉         | 팁톤, 핼퍼드 | 5:12      |
| 12. | 〈Desert Plains (Live)〉 |              | 5:03      |

## 인증
| 국가                       | 인증 | 판매량/출하량 |
| -------------------------- | ---- | ------------- |
| 영국 (BPI)                 | 실버 | 60,000^       |
| 미국 (RIAA)                | 골드 | 500,000^      |
| 전 세계 판매               |      | 1,600,000     |
| ^출하량을 기반으로 한 인증 |      |               |